# Józef Lanckoroński
Józef Lanckoroński herbu Zadora (ur. 18 września 1692 w Krakowie, zm. w 1726 roku) – starosta stopnicki w 1716 roku.

## Życiorys
Był synem Franciszka i Anny Dembińskiej, młodszym bratem Wawrzyńca. Pełnił funkcje konsyliarza województwa krakowskiego w konfederacji tarnogrodzkiej w 1715 roku. Był posłem na sejm 1718 roku z województwa krakowskiego. Poseł województwa podolskiego na sejm 1724 roku.